# Pouya

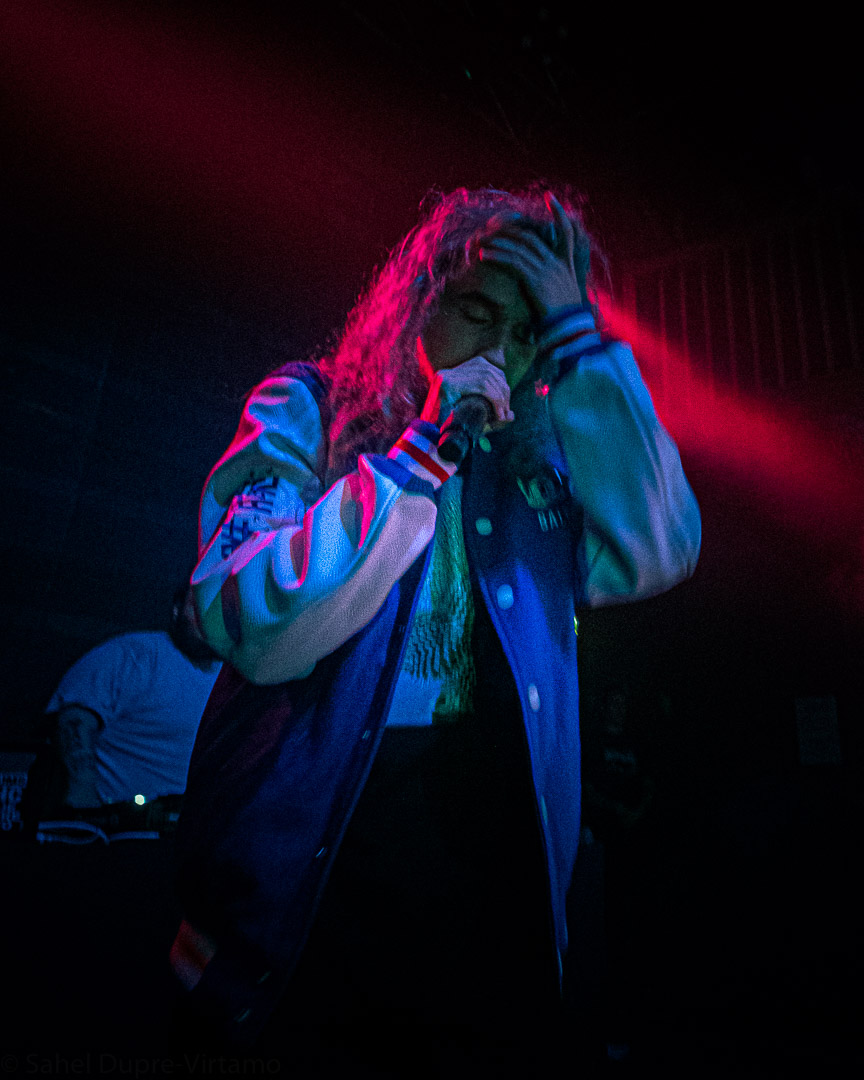
Pouya bei seinem ersten Australien-Auftritt (2019)

Kevin Pouya (* 20. Dezember 1994 in Miami, Florida), bekannt als Pouya, ist ein amerikanischer Rapper und Songschreiber.

## Karriere
Pouya begann 2011 zu rappen und brach die Highschool vor seinem Abschluss ab. Nach dem Schulabschluss arbeitete er ein Jahr lang als Hilfskellner in einem Restaurant, um über die Runden zu kommen. Er tat sich mit seinem Jugendfreund Fat Nick zusammen und die beiden gründeten das Rap-Kollektiv Buffet Boys, eine Gruppe, die später zu ihrem Plattenlabel wurde. Pouya veröffentlichte sein erstes Mixtape mit dem Titel Fuck It im Jahr 2012. Er erlangte im Jahr 2013 Bekanntheit mit dem Song Get Buck. Am 20. November 2013 veröffentlichte Pouya eine EP in Zusammenarbeit mit Sir Michael Rocks von The Cool Kids mit dem Titel Gookin.
Sein fünftes Solo-Mixtape Stunna erschien am 5. Mai 2014. Sein nächstes Mixtape veröffentlichte er am 25. März 2015 mit dem Titel South Side Slugs. Das Mixtape enthielt Gastauftritte von Sir Michael Rocks, Denzel Curry, SDotBraddy, Alex Wiley, Fat Nick, Germ und Mikey The Magician. Pouya nahm zusammen mit den SuicideBoys die EP $outh$ide$uicide auf, die am 1. September 2015 veröffentlicht wurde.
Im Jahr 2016 veröffentlichte er sein erstes Studioalbum Underground Underdog unter dem Label Buffet Boys. Das Album erreichte seinen Höhepunkt mit der Nummer 156 auf den Billboard 200. Im Jahr 2017 war er auf dem Album Different Animals der Progressive-Metalcore-Band Volumes mit dem Song On Her Mind vertreten. Im selben Jahr veröffentlichte er zusammen mit Fat Nick ein Mixtape mit dem Titel Drop Out of School. Im Jahr 2018 erschien sein zweites Studioalbum mit dem Titel Five Five. Am 30. Juni 2019 veröffentlichte Pouya sein drittes Studioalbum mit dem Titel The South Got Something to Say (Der Süden hat etwas zu sagen). Das Album enthielt Gastauftritte von City Morgue, Juicy J und Ghostemane.

## Privates
Pouya hat vier Geschwister. Sein älterer Bruder ist sein Manager. Sein Vater ist persischer Herkunft und seine Mutter stammt aus Kuba.

## Diskografie

### Studioalben
- Underground Underdog (2016)[18]
- Five Five (2018)[19]
- The South Got Something to Say  (2019)[20]

### EPs
- Baby Bone (2013)[21][22]
- Gookin’ (2013) (mit Sir Michael Rocks)[5]
- South Side Suicide (2015) (mit Suicideboys)[23]

### Mixtapes
- Fuck It (2012)[24]
- Don’t Sleep on Me Hoe (2012)[25]
- WarBucks (2013) (mit SDotBraddy)[26]
- Gookin (2013) (mit Sir Michael Rocks)[27]
- Stunna (2014)[6]
- South Side Slugs (2015)[28]
- Drop Out of School (2017) (mit Fat Nick)[29]
- Pouya & Boobie Lootaveli: Greatest Hits, Vol. 3 (2019) (mit Boobie Lootaveli)[30]
- Pouya & Boobie Lootaveli: Greatest Hits, Vol. 1 (2020) (mit Boobie Lootaveli)[31]

### Singles
- 2017: 1000 Rounds (mit Ghostemane, US: Gold)[32]

#### Gastbeiträge
| Jahr | Artist              | Song        | Album             |
| ---- | ------------------- | ----------- | ----------------- |
| 2017 | Volumes feat. Pouya | On Her Mind | Different Animals |